# Wagimo
Wagimo — род дневных бабочек из семейства голубянок (Lycaenidae), распространённый на территории Юго-Восточной Азии (Дальний Восток России, Мьянма, Китай, Корея, Япония).

## Описание
Длина переднего крыла 17-19 мм. Глаза покрыты редкими волосами. Передние лапки у самцов несегментированные. Верхняя сторона крыльев тёмная буро-коричневая, на передних крыльях с крупным синим пятном. Рисунок нижней стороны крыльев охристо-коричневый с белыми поперечными линиями. Задние крылья с хвостиком. Гусеницы развиваются на различных видах дубов: (Quercus): Quercus dentata, Quercus serrata, Quercus mongolica, Quercus acutissima, Quercus alinea, Quercus variabilis.

## Виды
В состав рода входят:
- Wagimo asanoi Koiwaya, 1999
- Wagimo insularis Shirôzu, 1957
- Wagimo koizumii Koiwaya, 2014
- Wagimo signata (Butler, 1882)
- Wagimo sulgeri (Oberthür, 1908)